# برایان رابرتز
برایان رابرتز (به انگلیسی: Brian Roberts) (زاده ۲۸ ژوئن ۱۹۵۹) کارآفرین، بازرگان و مدیر اجرایی آمریکایی است، که در حال حاضر به‌عنوان مدیر عامل اجرایی و رییس هیئت مدیره شرکت کامکست فعالیت می‌کند.